# Tuchlin (jezioro)
Tuchlin (niem. Tuchlinner See) – jezioro w Polsce, w Krainie Wielkich Jezior Mazurskich, położone w województwie warmińsko-mazurskim, w powiecie piskim, w gminie Orzysz.

## Charakterystyka
Niezbyt duże jezioro o płaskich brzegach połączone na południu wąskim przesmykiem z jeziorem Śniardwy. Stosunkowo płytkie, o głębokości maksymalnej wynoszącej 4,9 m. Głębokość średnia waha się w granicach 2,8 m. Leży na północ od Śniardw. Niewielkie rozmiary powodują, że akwen jest mało atrakcyjny dla żeglarzy. Przesmyk łączący Tuchlin ze Śniardwami jest gęsto porośnięty trzciną, ponadto znajduje się tam dosyć niski mostek, co utrudnia żeglowanie większym jednostkom. Nad Tuchlinem spotkać można wiele cennych gatunków ptaków, jak czapla siwa czy kormoran.
Tuchlin położony jest 10 km na zachód od Orzysza. Na północnym brzegu jeziora leży miejscowość Tuchlin, od strony południowej znajduje się miejscowość Suchy Róg.